# Pakruojis
Pakruojis är en ort i Litauen.   Den ligger i länet Šiauliai län, i den centrala delen av landet, 170 km nordväst om huvudstaden Vilnius. Pakruojis ligger 61 meter över havet och antalet invånare är 5 964.
Terrängen runt Pakruojis är mycket platt. Runt Pakruojis är det ganska glesbefolkat, med 23 invånare per kvadratkilometer. Pakruojis är det största samhället i trakten. Trakten runt Pakruojis består till största delen av jordbruksmark.

## Sport
- FC Pakruojis (2016–...)
- FK Kruoja Pakruojis (2001-2015)
- FK Pakruojis (~1956-~1970)
- Kupsc-Kruoja (sedan 2016)